# 신성한 쌍둥이
신성한 쌍둥이는 원시 인도유럽 신화에서 구원자이자 치유사 역할을 하는 젊은 기수, 신 또는 반신이다.
다른 원시 인도유럽 신들과 마찬가지로 신성한 쌍둥이는 고고학적 또는 문헌 자료로 직접적으로 입증되지는 않았지만, 비교신화학 및 인도유럽어 연구 학자들은 비교 재구를 통해 재구성한 모티프에 일반적으로 동의한다.

## 공통적인 특징
학자 도널드 J. 워드는 인도유럽 신화의 신성한 쌍둥이에게 적용되는 일련의 공통적인 특징을 제안했다.
- 이중 부계;
- 여성 인물(어머니 또는 자매) 언급;
- 다산의 신;
- 단일 이중 이름으로 알려져 있거나 운율/두운이 있는 이름;
- 말과의 연관성;
- 바다에서의 구원자;
- 천체의 본성;
- 맹세의 수호자;
- 전투에서 신성한 도움을 제공; 및
- 마법 치유사.

## 이름
인도유럽조어 (PIE) 신성한 쌍둥이의 이름은 현재 사용 가능한 언어학적 증거에 따라 확실하게 재구성할 수는 없지만, 전례 및 시적 전통에서 두 형제와 관련된 가장 빈번한 별칭은 "젊은이"와 천신(Dyēus)의 "후손"(아들이나 손자)이다.
신성한 쌍둥이의 두 가지 잘 알려진 반영인 아슈빈과 리투아니아의 아슈비에니아는 궁극적으로 말 (동물)의 원시 인도유럽어 단어인 *h1éḱwos에서 파생된 동계어이다. 이들은 베다 산스크리트어의 아슈바와 아베스타어의 아스파(모두 원시 인도이란어 *Haćwa에서 유래), 그리고 리투아니아어의 아슈바와 관련이 있으며, 이들 모두 "암말"을 의미한다. 이는 원래 PIE 신성한 이름인 *h1éḱw-n-를 가리킬 수 있지만, 이 형태는 선사시대에 발생한 원시 인도이란어와 원시 발토슬라브어 사용자 간의 후기 접촉에서 비롯되었을 수도 있다.

## 역할
전투나 바다에서 위험에 처한 필멸자를 구하는 젊은 남성으로 묘사된 신성한 쌍둥이는 태양을 하늘을 가로질러 끄는 말을 탔으며, 때로는 말 자체로 묘사되기도 했다. 그들은 인도유럽 신화에서 천신(Dyēus)의 딸로도 묘사되는 여동생인 새벽(H2éwsōs)을 공유했다. 두 형제는 일반적으로 치유사이자 조력자로 묘사되며, 기적적인 수단으로 여행하며 난파된 필멸자들을 구한다. 그들은 종종 구별된다. 한 명은 육체적으로 강하고 공격적인 전사로 묘사되는 반면, 다른 한 명은 오히려 국내 업무, 농업 활동 또는 낭만적인 모험에 관심을 기울이는 치유사로 여겨진다.
베다, 그리스, 발트 전통에서 신성한 쌍둥이는 아침과 저녁 별의 의인화로 유사하게 나타난다. 그들은 태양 여성 신, 특히 태양의 딸이지만 때로는 새벽의 연인 또는 동반자로 묘사된다. 그들이 나타나는 대부분의 이야기에서 신성한 쌍둥이는 새벽을 물의 위험에서 구하는데, 이는 태양의 말로서의 역할에서 비롯된 주제이다.
밤 동안, 신성한 쌍둥이는 황금 배를 타고 동쪽으로 돌아와 바다를 건너 매일 아침 떠오르는 태양을 되찾았다고 한다. 낮 동안, 그들은 그들의 배우자인 샛별을 쫓아 밤하늘을 가로질렀다. 유럽에 한정된 후기 추가로 보이는 것은, 그들이 마법의 사과 과수원을 가지고 있는 서해의 "축복받은 섬들"에서 하루의 끝에 휴식을 취했다고 한다. 청동기 시대에 이르러서는 신성한 쌍둥이는 말에 끄는 태양 전차의 마부로도 묘사되었다.

## 증거

### 언어적 동계어

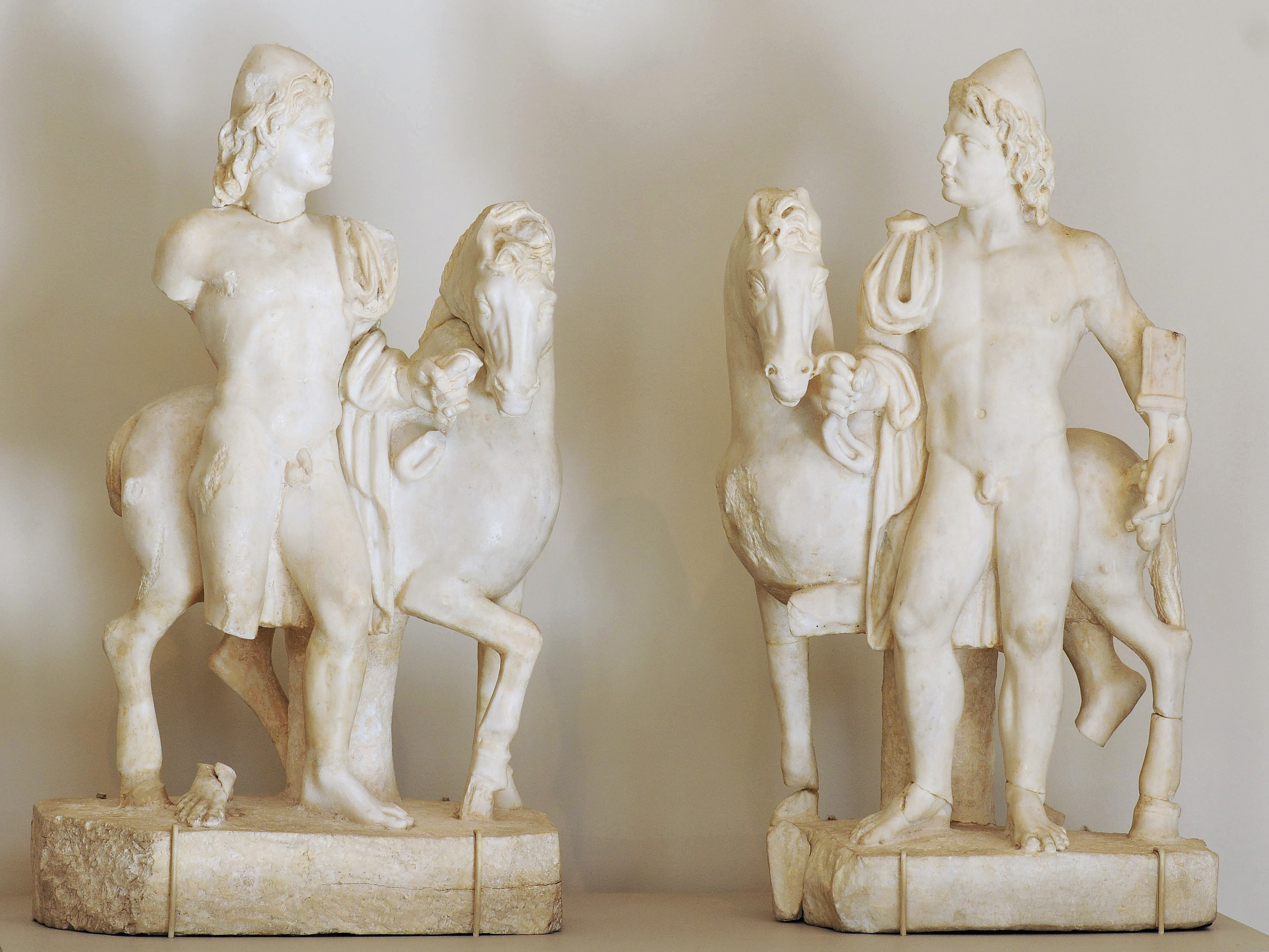
디오스쿠로이를 기병으로 묘사한 로마 시대 소형 조각상 한 쌍 (기원후 3세기).

세 가지 인도유럽 전통(그리스, 인도, 발트)은 모두 새벽이나 태양의 딸과 관련된 기마 쌍둥이의 신화소를 증명한다. 그들의 이름이 완전한 동계어 그룹을 형성하지는 않지만, 그럼에도 불구하고 유사한 별칭을 공유하여 가능한 조상 이름 또는 별칭인 'Dyēus의 아들(또는 후손)' 즉 천신을 나타낸다.
- (?) 인도유럽조어: *diwós suHnū́ ('Dyēus의 아들') 또는 *diwós népoth1e ('Dyēus의 후손'),[6]
- 브라만교: 디보 나파타(아슈빈)는 천신 디아우스의 "아들"로, 리그베다에서는 개별 이름 없이 항상 쌍으로 언급된다.[2][14][15]
- 리투아니아 신화: 디에보 수넬리이(아슈비에니아)는 디에바스의 "아들"로, 사울레(태양)의 마차를 하늘로 끈다.[13][15]
- 라트비아 신화: 디에바 델리는 천신 디에브스의 "아들"이다.[13][15]
- 그리스 신화: 디오스쿠로이(디오스쿠로이)는 천신 제우스의 "소년"이다.[2][15]
- 이탈리아어파: 파엘리그니어 이오비오스 푸클로이스와 마르시어 이오베이스 푸클레스는 그리스 신명 디오스쿠로이의 번역차용으로 해석된다.[16][17][18]

### 가능한 반영
공통된 언어적 기원으로 연결될 수 없기 때문에 인도유럽 신화에서 발견되는 다른 반영들은 덜 확실하지만, 그 모티프는 신성한 쌍둥이의 그것과 비교될 수 있다.

#### 켈트
갈리아어 디반노와 디노모게티마루스는 보호의 신으로 알려져 있으며 그리스 디오스쿠로이의 "갈리아판"이라고 한다. 그들은 프랑스의 기념물과 부조에 말들과 함께 묘사되어 있는 것으로 보이며, 이는 갈리아의 마르테스와 게르만족의 알키스와 비교될 수 있다. 학자들은 로마 제국의 다른 어떤 지역보다 많은 갈로로마인 카스토르와 폴룩스에게 바쳐진 봉헌 비문들이 디오스쿠로이 숭배를 증명한다고 주장한다.
그리스 역사가 티마이오스는 대서양 켈트족이 다른 모든 신들보다 "디오스쿠로이"를 숭배했으며, 그들이 대양 건너편에서 그들을 방문했다고 언급한다. 역사가 디오도로스 시켈로스는 비블리오테카 히스토리카 제4권에서 대양을 따라 거주하던 켈트족이 디오스쿠로이를 "다른 신들보다 더" 숭배했다고 기록한다. 이것이 갈리아의 신 디반노와 디노모게티마루스를 지칭한다는 추측은 확고한 지지를 받지 못한다.
마하 (아일랜드 신화)와 관련된 아일랜드 신화 중 하나인 딘센허스의 아르드 마하에서 그녀는 만삭의 몸으로 얼스터 왕의 말들과 경주하도록 강요당한다. 뛰어난 기수인 그녀는 경주에서 이기지만 결승선을 넘자마자 피르와 피알을 낳기 시작한다. 이 원형은 또한 갈리아 태양신 벨레노스와 같은 인물들과 부분적으로 일치한다. 벨레노스의 별칭 아테포마루스는 "좋은 말을 가진 자"를 의미한다. 그란노스는 치유의 여신 시로나와 관련이 있다(그녀의 이름은 "별"을 의미한다). 마포노스("신의 아들")는 아일랜드 신화에서 다그다의 아들로 여겨지며 치유와 관련이 있다.
웨일스 신화의 브란 벤디게이드와 마나워단 밥 리르도 신성한 쌍둥이의 반영일 수 있다.
비교신화학자 알렉산더 해거티 크랩은 인도 왕의 두 영웅 형제인 페라다흐와 폴틀레바르가 이 신화소의 표현이라고 제안했다. 이 영웅들은 길라 데카르와 그의 말을 쫓는 이야기에서 동료들을 구출하는 오르페우스적 임무를 위해 피안나의 원정을 티르 파 투인(바다 저편의 세계)으로 돕는다. 둘 다 뛰어난 항해사이다. 한 명은 배를 만들 수 있고 다른 한 명은 야생 조류를 따라갈 수 있다.
다른 가능한 후보는 루 라바다의 수행원인 아테포마루스와 모모루스(fr)이다. 아테포마루스는 그의 이름에 켈트어 어간 -epo- '말'이 있을 가능성에 근거하여 "위대한 기수" 또는 "위대한 말을 가진 자"를 의미한다고 추정된다. 둘 다 켈트족 왕이자 루그두눔의 설립자 한 쌍으로 나타난다. 그들은 세레로네우스에게서 도망쳐 언덕에 도착한다. 조점술에 능한 모모루스는 까마귀 살해를 보고 까마귀의 이름을 따서 언덕을 루고두눔이라고 명명한다. 이 신화는 로도스의 클리토폰의 작품과 위플루타르코스의 데 플루비이스에 기록되어 있다.

#### 게르만
타키투스는 나하르발리족이 숭배하는 알키스라는 신성한 쌍둥이를 언급하는데, 그는 이들을 로마의 쌍둥이 기병인 디오스쿠로이에 비유한다. 이 쌍둥이는 다양한 인도유럽 문화에서 증명되는 신성한 쌍둥이 기병(디오스쿠로이)의 인도유럽 신화와 연관될 수 있다. 후기 게르만 민족들 사이에서는 헹기스트와 호르사와 같은 쌍둥이 창시 인물들이 신성한 쌍둥이의 모티프를 암시한다. 이 앵글로색슨 영웅들은 곤경에 처한 브리튼 왕 보티건의 간청에 응하여 바다를 통해 왔다고 전해진다. 오딘의 후손인 그들의 이름은 각각 '수말'과 '말'을 의미하며, 이 연관성을 강화한다.
스칸디나비아에서는 기원전 15세기부터 기원후 8세기까지 신성한 쌍둥이의 이미지가 나타나며, 그 이후로는 종교적 변화의 결과로 사라진다. 노르만어 문헌에는 식별 가능한 신성한 쌍둥이가 없지만, 학자들은 신과 영웅들 사이에서 유사점을 찾아왔다.
아이슬란드 정착의 전설적인 기록에 나타나는 아이슬란드 정착민 잉골프 아르나르손과 효를레이프 흐로스마르손의 신화는 인도유럽 쌍둥이 신화소의 여러 모티프(창시자이자 형제)를 포함할 수 있으며, 헹기스트와 호르사와도 유사하다.
게르만 전통에서 또 다른 쌍둥이 창시자 한 쌍은 학자 삭소 그라마티쿠스의 데인인의 사적에 묘사된 형제 단과 앙굴(엔젤)이다.
하딩야르는 게르만 전설의 여러 버전에 나타나는 두 형제였다.

#### 그리스-로마
제우스와 안티오페 사이에서 태어난 또 다른 쌍둥이 암피온과 제토스는 테베 (그리스)의 전설적인 창시자로 묘사된다. 그들은 에우리피데스의 희곡 포이니케 여인들에서 "백마를 탄 디오스쿠로이"(λευκόπωλοι)라고 불린다(같은 별칭이 헤라클레스와 유실된 희곡 안티오페에서도 사용된다). 쌍둥이 간의 구별이라는 주제에 따라 암피온은 더 사색적이고 섬세한 인물로, 제투스는 더 남성적이며 사냥과 목축과 같은 육체적인 활동에 묶인 인물로 알려져 있다.
로물루스와 레무스의 어머니인 레아 실비아는 그들을 죽음으로부터 보호하기 위해 강에 바구니에 넣어 두었고, 그 후 그들을 키운 암늑대에 의해 발견되었다. 한 기록에 따르면 제우스가 아버지인 시칠리아의 쌍둥이 신 팔리키도 원형 신화의 반영일 수 있다.
그리스 수사학자이자 문법학자인 나우크라티스의 아테나이오스는 그의 저서 데이프노소피스타이 제2권에서 시인 이뷔코스가 그의 멜로디스에서 쌍둥이 에우리토스와 크테아토스를 "백마를 탄 청년들"(λευκίππους κόρους)이라고 묘사하고 그들이 은색 알에서 태어났다고 말했다고 인용했다. 이 이야기는 그리스 신성한 쌍둥이 디오스쿠로이와 그들의 어머니 레다 신화를 떠올리게 한다. 이 쌍둥이는 바다의 신 포세이돈과 인간 어머니 몰리오네 사이에서 태어났다고 한다.</ref>

#### 발트
다이나스에 언급된 발트 신 우신슈(혹은 우시니스)가 라트비아 신화에서 이 신화소의 반영일 가능성이 있다. 그는 말, 빛과 태양, 그리고 아마도 디에브스의 아들 중 한 명과 관련이 있다. 역사 언어학자 바클라프 블라젝은 그가 "기능적 및 어원적으로" 미미한 베다 인물 아우시자-(베다 쌍둥이의 하인이자 벌과 관련이 있음) 및 아슈빈 자신들의 "대응자"라고 주장한다. 또한, 데이비드 리밍에 따르면, 우신스는 하늘을 가로질러 두 마리의 말에 끄는 마차를 운전하는 마부로 나타난다.
또한 아우세클리스가 라트비아에서 이 신화소의 다른 반영이라는 주장도 제기되었다. 아우세클리스는 다이나스(민요)에서 남성으로 언급되며, 독일에까지 구혼하러 온 사울레스 메이타("태양의 딸")의 신랑으로 여겨진다. 또한 학자 엘자 코카레에 따르면, 아우세클리스는 "천상의 결혼식"에 대한 신화적 드라마에 참여하는 천신 그룹에 속한다. 아우세클리스는 여성 발트 해의 태양인 사울레의 딸인 사울레스 메이타의 신랑으로 여겨진다. 때로는 메네스의 다툼 때문에 신부를 빼앗기기도 한다(아우세클리아 리가비냐 및 변형). 다른 기록에서는 그는 신부 행렬의 손님이거나 구성원이다. 사울레스 메이타와 다른 인물의 결혼식에서 그가 말 한 마리를 소유하고 있으며, 그가 직접 샀거나 그를 위해 사줬다고도 한다. 마리야 김부타스의 분석에 따르면, 아우세클리스는 태양이 준 말을 타고 나타나 (여성) 태양의 딸("사울레스 둑테림스")과 사랑에 빠지는 "디에바이티스"('작은 신')이다.

#### 슬라브

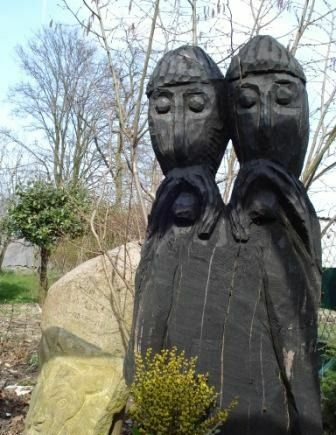
피셔인젤 섬에서 발견된 쌍둥이 조각상의 복제품

마치에이 미에호비타가 1519년에 처음 언급한 폴란드 신들 렐과 폴렐은 여신 와다(그리스 레다의 대응자)와 알려지지 않은 남성 신의 아들들인 디오스쿠로이의 동등한 존재로 제시된다. 1969년에 피셔인젤 섬에서, 슬라브족 벨레티의 숭배 중심지가 위치했던 곳에서, 머리가 연결된 두 남성 인물을 묘사한 우상이 발견되었다. 학자들은 이것이 렐과 폴렐을 나타낼 수 있다고 믿는다. 렐렉은 러시아 방언으로 "강한 젊은이"를 의미한다. 쌍둥이자리에서 가장 밝은 별인 α Gem과 β Gem은 벨라루스 전통에서 쌍둥이 인물들의 이름을 따서 원래 레레와 폴레레로 명명되었을 것으로 생각된다.
폴란드 중세 역사 교수인 야체크 바나시키에비치에 따르면, 두 폴라브인 신인 포레비트와 포레누트는 디오스쿠로이적 특성을 나타낸다. 그에 따르면, 그들의 이름의 첫 부분은 "힘"을 의미하는 슬라브조어 어근 -por에서 파생되었으며, 전자는 "힘의 군주" — 더 강한 자, 후자는 "지원이 필요한 군주(힘)" — 더 약한 자를 의미한다. 그들은 각각 다섯 개의 얼굴을 가지고 있으며, 최고신인 루기아에비트와 함께 나타난다.
폴란드 영웅 쌍둥이 발리고라("산 파괴자")와 비르비동("참나무 뽑는 자")의 어머니는 출산 중에 숲에서 죽었고, 야생 동물들이 그들을 돌보았다. 발리고라는 암늑대에 의해, 비르비동은 암곰에 의해 길러졌고, 그들은 자신의 젖을 먹여 길렀다. 함께 그들은 왕국을 괴롭히던 용을 물리쳤고, 이에 감사한 왕은 각자에게 왕국의 절반과 자신의 두 딸 중 한 명을 아내로 주었다. 크라크의 아들들인 크라크 2세와 레흐 2세도 폴란드 전설에서 바벨의 용을 죽인 자들로 나타난다.

#### 인도-이란
다른 가능한 반영으로는 나쿨라와 사하데바가 있다. 마드리 공주가 자신의 아들들을 낳기 위해 아슈빈을 직접 소환하여 태어난 이 쌍둥이들은 5명의 판다바 형제 중 두 명이며, 같은 여인인 드라우파디와 결혼했다. 서사시 마하바라타에서 나쿨라는 뛰어난 미모, 전사적 기량, 전투 능력을 가진 것으로 묘사되는 반면, 사하데바는 인내심이 있고 현명하며 지적이고 "학식 있는 사람"으로 묘사된다. 나쿨라는 비라타의 말에 큰 관심을 보이며, 그의 형제 사하데바는 비라타의 소치기가 된다. 학계에서는 또한 베다 아슈빈이 아베스탄어 아스피나스라는 아베스탄어 대응자를 가지고 있음을 지적한다.

#### 아르메니아
아르메니아 신화 영웅 사나사르와 발다사르는 서사 전통에서 쌍둥이로 나타나며, 사순의 용사들에 묘사된 대로 초비나르 공주에게서 태어난다. 사나사르는 "불의 말"을 찾고, 형제보다 더 호전적이며, 영웅 왕조의 시조가 된다. 다른 기록에서는 그들의 어머니가 사르란 공주로 이름 지어졌으며, 그녀는 말발굽에서 물을 마시고 두 영웅을 낳는다.
학자 아르멘 페트로시안은 또한 아르메니아 서사시 전통의 다른 영웅 형제 쌍, 예를 들어 아르(아)마네아크와 아르(아)마이스; 에루안드(예르반트)와 에루아즈(예르바즈)에서도 신성한 쌍둥이의 반영을 볼 수 있다고 생각한다. 마찬가지로, 사르기스 하루투니안은 아르메니아 영웅들과 쿠르드족 샤라프나마에 언급된 쌍둥이 이자딘(또는 이자딘)과 지아딘이 신성한 쌍둥이 신화의 토대가 된다고 주장한다: 신성한 기원을 가진 형제 창시자 쌍.

#### 알바니아
알바니아 전설 서사시 주기 캉게 크레슈니케슈의 영웅 형제이자 주인공인 무이와 할릴리는 인도유럽 신성한 쌍둥이의 공통된 특성을 지닌 것으로 여겨진다.

## 유산

### 신화와 종교에서
신성한 쌍둥이의 신화소는 인도유럽 전통에서 널리 인기가 있었다. 그들의 숭배에 대한 증거는 스칸디나비아에서 근동에 이르기까지 청동기 시대부터 발견된다. 이 모티프는 비인도유럽 문화에서도 채택되었는데, 이는 "유피테르의 아들들"인 에트루리아 티나스 클레나르가 증명한다. 미케네 시대에도 쌍둥이 신 숭배가 있었을 수 있는데, 이는 아티키와 보이오티아현에 형제 쌍 또는 남성 쌍둥이에 대한 신화와 이야기가 존재하기 때문이다.
후기 신화에서 쌍둥이와 관련된 가장 널리 퍼진 기능은 마법 치유사이자 의사, 선원이자 바다의 구원자, 전사이자 전투에서 신성한 도움을 주는 자, 날씨의 지배자이자 바람의 수호자, 다산과 관련된 출산 조력자, 춤의 신, 맹세의 수호자, 그리고 도시의 창시자이며, 때로는 백조와 관련되기도 한다. 학계에서는 쌍둥이 신화소가 중세 전설 아미쿠스와 아멜리우스에 메아리친다고 제안한다. 벨라루스 민속에서 성 게오르기우스와 성 니콜라스는 말과 관련이 있으며 치유사로서 이중적인 성격을 가진다. 슬라브 성인 형제 보리스와 글레브의 숭배도 관련이 있을 수 있다.

### 문학에서
인도유럽 신성한 쌍둥이의 신화소에 대한 문학적 접근은 아서 버나드 쿡의 저서 『제우스, 고대 종교 연구』(1925)에서 찾아볼 수 있다. 이 영국 학자는 춤추는 물, 노래하는 사과, 말하는 새의 일부 그리스 및 이탈리아 자료에서 헬렌과 그녀의 형제들인 디오스쿠로이의 잔재가 몸에 천문학적 모티프를 가진 경이로운 아이들(세쌍둥이 또는 두 명의 남자/한 명의 여자 형제자매)의 형태로 나타난다고 주장했다. 이 아이디어는 안젤로 데 구베르나티스의 『동물학 신화』 1권에서 다시 언급된다. 이탈리아 학자는 황금별을 가진 소년들 형식의 변형에서 쌍둥이를 베다 전승의 "아슈비나우"(아슈빈)로 분석했다.

### 건축에서

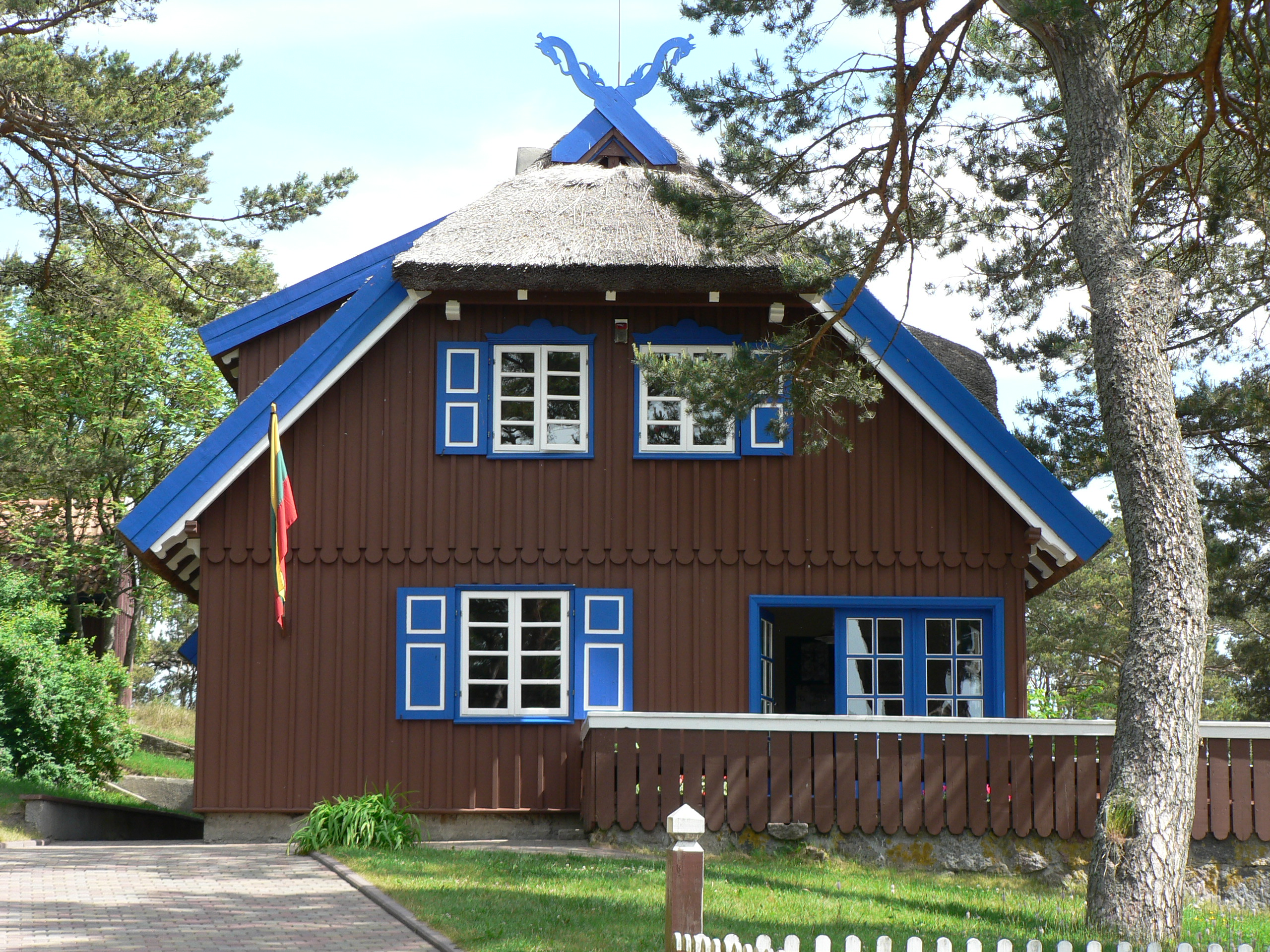
니다 (리투아니아)에 있는 주택 지붕 위의 아슈비에니아, 흔히 작은 말이라고 불린다.

지르겔리아이 또는 작은 말로 묘사되는 아슈비에니아는 리투아니아 지붕의 흔한 모티프이며, 집을 보호하기 위해 설치되었다. 비슷한 모티프는 벌통, 마구, 침대 틀, 기타 가정용품에서도 발견된다.
로어 저먼 하우스 유형인 파흐할렌하우스의 장식에서도 유사한 이미지가 나타난다. 박공의 끝부분은 (양식화된) 말머리 모양으로 조각된 나무판으로 구성되어 있으며, 종종 지붕 가장자리를 바람으로부터 보호하는 역할을 한다. 말머리는 작센로스인 작센족의 상징으로 여겨진다. 지붕 마루 장식으로서의 분포는 여러 북독일 도시와 마을의 문장에서도 반영된다. 이러한 교차된 말머리는 "오래된 이교도 상징"이라고 한다. "박공 십자가"(de)라고도 불리는 이 상징은 전설적인 창시자 헹기스트와 호르사와 관련이 있었을 수 있는데, 이는 헹스트 운트 호르스라고 불렸기 때문이다.

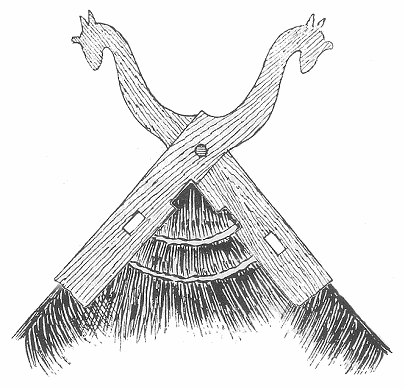
1901년 박공 장식 스케치
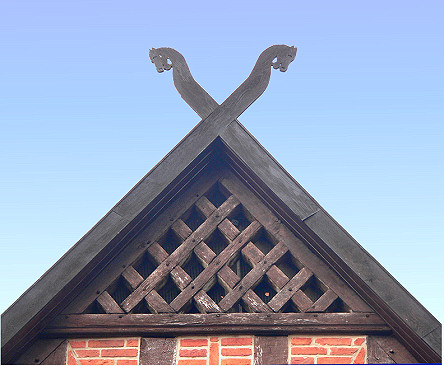
2006년 박공 장식
부홀츠 인 데어 노르트하이데 문장의 말머리
메클렌부르크포어포메른주의 스포르니츠 문장

## 같이 보기
- 마제
- 한국의 창세 신화

### 설명주
1. ↑  북부 흑해 또는 아조프해.
2. ↑  클레어 루이즈 윌킨슨은 그리스 신화의 쌍둥이가 "공통된 뿌리"에서 유래했다는 이론에 동의하는 것으로 보인다.<ref>Wilkinson, Claire Louise. The Lyric of Ibycus: Introduction, Text and Commentary. Sozomena 13. Berlin: Walter de Gruyter, 2013. p. 213. ISBN 978-3-11-029514-6.

### 참조주
1. 1 2 3  West 2007, 187쪽.
2. 1 2 3 4 5 6 7  Mallory & Adams 1997, 161쪽.
3. 1 2  Shapiro, Marianne (1990). 《"Ami et Amile" and Myths of Divine Twinship》. 《Romanische Forschungen》 102. 131–148쪽. JSTOR 27940080.
4. ↑  Ward, Donald J. "An Indo-European Mythological Theme in Germanic Tradition". In: Indo-European and Indo-Europeans: Papers Presented at the Third Indo-European Conference at the University of Pennsylvania. Edited by George Cardona, Henry M. Hoenigswald and Alfred Senn. Philadelphia: University of Pennsylvania Press, 2016 [1971]. p. 416. https://doi.org/10.9783/9781512801200-021
5. 1 2 3  Jackson 2002, 67쪽.
6. 1 2  West 2007, 187–191쪽.
7. ↑  Derksen 2015, 65쪽.
8. ↑  Lubotsky, Alexander. "Indo-Aryan Inherited Lexicon". Indo-European Etymological Dictionary Project. 레이던 대학교. s.v. áśva-.
9. ↑  West 2007, 188쪽.
10. 1 2 3  Mallory & Adams 2006, 432쪽.
11. 1 2  Jackson 2002, 78쪽.
12. 1 2 3  West 2007, 189쪽.
13. ↑  Beekes 2011, 35쪽.
14. 1 2 3 4  Parpola 2015, 109쪽.
15. ↑  Prósper, Blanca María (2011). 《The instrumental case in the thematic noun inflection of Continental Celtic》. 《Historische Sprachforschung / Historical Linguistics》 124. 250–267쪽. doi:10.13109/hisp.2011.124.1.250. JSTOR 41553575.
16. ↑  Weinstock, Stefan (1960). 《Two Archaic Inscriptions from Latium》. 《The Journal of Roman Studies》 50. 112–118쪽. doi:10.2307/298293. JSTOR 298293. S2CID 161694789.
17. ↑  Adams, J. N. The Regional Diversification of Latin 200 BC - AD 600. Cambridge University Press, 2007. pp. 55-56. ISBN 9781139468817.
18. 1 2 3 4  West 2007, 190쪽.
19. ↑  Kleiner, Fred S.; Kleiner, Diana E. (1976). 《Two Romans Provençal portrait reliefs》. 《Mélanges de l'École française de Rome. Antiquité》 88. 243–257쪽. doi:10.3406/mefr.1976.1057.
20. ↑  Picard, Charles (1943). 《Le bas-relief funéraire de Saint-Julien-lès-Martigues》. 《Comptes rendus des séances de l'Académie des Inscriptions et Belles-Lettres》 87. 439–458쪽. doi:10.3406/crai.1943.77671.
21. ↑  Hatt, Jean-Jacques (1965). 《Essai sur l'évolution de la religion gauloise》. 《Revue des Études Anciennes》 67. 80–125쪽. doi:10.3406/rea.1965.3739.
22. ↑  Duval, Paul-Marie (1989). 《Cultes gaulois et gallo-romains. 3. Dieux d'époque gallo-romaine》. 《Publications de l'École Française de Rome》 116. 259–273쪽.
23. ↑  Diodorus, Siculus. Diodorus of Sicily, with an English translation by C. H. Oldfather. Vol. II. London: Heinemann. 1933. pp. 522-523.
24. ↑  Maier, Bernhard, 1963- (1997). 《Dictionary of Celtic religion and culture》. Woodbridge, Suffolk: Boydell Press. 96쪽. ISBN 0-85115-698-3. OCLC 36074567.
25. ↑  MacLeod, Sharon Paice. “A Confluence of Wisdom: The Symbolism of Wells, Whirlpools, Waterfalls and Rivers in Early Celtic Sources”. In: Proceedings of the Harvard Celtic Colloquium 26/27 (2006): 348-349. http://www.jstor.org/stable/40732065.
26. ↑  Mallory & Adams 1997, 161-162쪽.
27. ↑  Dexter, Miriam Robbins. "The hippomorphic goddess and her offspring". In: JIES 18/3-4 (Fall/Winter, 1990). pp. 285–307.
28. ↑  Krappe, Alexander Haggerty, “La poursuite du Gilla Dacker et les Dioscures celtiques”. In: Revue Celtique 49 (1932): 96-108.
29. ↑  Persigout, Jean-Paul. Dictionnaire de Mythologie Celte. Dieux et Héros. Éditions du Rocher. 1996. p. 103. ISBN 2 268 00968 8.
30. 1 2  Gricourt, Daniel; Hollard, Dominique (2002). 《Lugus et le cheval》. 《Dialogues d'histoire ancienne》 28. 121–166쪽. doi:10.3406/dha.2002.2475.
31. 1 2  Bousquet, Jean (1971). 《Inscriptions de Rennes》. 《Gallia》 29. 109–122쪽. doi:10.3406/galia.1971.2572.
32. ↑  Johnston, Andrew C. The Sons of Remus: Identity in Roman Gaul and Spain. Harvard University Press. 2017. pp. 142, 144. ISBN 9780674660106.
33. ↑  Clavel-Lévêque, Monique (1989). 《XIII. Religion, culture, identité. Mais où sont les druides d'autan... ? (DHA, 11, 1985, p. 557-604)》. 《Collection de l'Institut des Sciences et Techniques de l'Antiquité》 396. 389–456쪽.
34. ↑  Simek 1993, 7쪽.
35. ↑  Andrén 2020, 1453–1455쪽.
36. ↑  Andrén 2020, 1455–1456쪽.
37. ↑  Simek 1993, 59–60, 139쪽.
38. ↑  Andrén 2020, 1463쪽.
39. ↑  Höfig, Verena (2018년 4월 1일). 《A Pre-Modern Nation? Icelanders' Ethnogenesis and Its Mythical Foundations》. 《Scandinavian Studies》 90. 110–132쪽. doi:10.5406/scanstud.90.1.0110. S2CID 166118426.
40. 1 2  Hoefig, Verena (2017). 〈Foundational Myth in Sturlubók: An Analysis of the Tale of Ingólfr and Hjörleifr〉. 《Sturla Þórðarson》. 70–82쪽. doi:10.1163/9789004342361_008. ISBN 9789004342361.
41. 1 2  Sanko, Siarhei (August 2018). 《Reflexes of Ancient Ideas about Divine Twins in the Images of Saints George and Nicholas in Belarusian Folklore》. 《Folklore》 72. 15–40쪽. doi:10.7592/fejf2018.72.sanko.
42. ↑  Roman, Luke; Roman, Monica (2010). 《Encyclopedia of Greek and Roman Mythology》 (영어). Infobase Publishing. 58쪽. ISBN 978-1-4381-2639-5.
43. ↑  “Apollodorus, Library, book 3, chapter 5, section 5”. 《www.perseus.tufts.edu》.
44. ↑  Roman, Luke. (2010). 《Encyclopedia of Greek and Roman mythology》. Román, Mónica. New York: Facts On File. 429–430쪽. ISBN 978-1-4381-2639-5. OCLC 607553701.
45. ↑  Witczak, K. T.; Zawiasa, D. "The Sicilian Palici as representatives of the indo-european divine twins". In: ΜΥΘΟΣ, n. 12, 2004-2005. pp. 93-106.
46. ↑  “Athenaeus, the Deipnosophists, Book II., chapter 50”.
47. ↑  “Ibycus”.
48. ↑  Wilkinson, Claire Louise. The Lyric of Ibycus: Introduction, Text and Commentary. Sozomena 13. Berlin: Walter de Gruyter, 2013. pp. 209-213. ISBN 978-3-11-029514-6.
49. 1 2  Blažek, Václav (2012년 12월 29일). 《Latvian Ūsiņš 'bee-god and patron of horses'》. 《Baltistica》 47. 359–366쪽. doi:10.15388/baltistica.47.2.2123.
50. ↑  Biezais, Haralds. Lichtgott der alten Letten. Almquist & Wiksell. 1976. pp. 77-79, 155-189.
51. ↑  Priede, Janis. Development of the Study of Religion in Latvian in the 20th Century. In: Studying Religions with the Iron Curtain Closed and Opened: the academia study of religion in eastern Europe. Leiden: Brill. 2015. p. 225.
52. ↑  Christensen, Lisbeth Bredholt; Hammer, Olav; Warburton, David (2014). 《The Handbook of Religions in Ancient Europe》 (영어). Routledge. 368쪽. ISBN 978-1-317-54452-4.
53. ↑  Leeming, David Adams (2003). From Olympus to Camelot: The World of European Mythology. Oxford University Press. pp. 125–126. ISBN 0-19-514361-2.
54. ↑  Leeming, David. The Oxford Companion to World Mythology. Oxford University Press. 2005. pp. 101-102.
55. ↑  Calin, Didier (1996). 《Indo-European Poetics and the Latvian Folk Songs》 (학위논문). 62–65쪽.
56. ↑  Pundure, Irena (2008년 12월 20일). 《A solar calendar from Latvian dainas》. 《Archaeologia Baltica》 10. 39–44쪽.
57. ↑  Lurker, Manfred (2004). The Routledge dictionary of gods and goddesses, devils and demons. Routledge. p. 25. ISBN 978-0-415-34018-2.
58. ↑  Kokare, Elza. "A survey of the basic structures in Latvian mythology. In: Journal of the Baltic Institute of Folklore (Tallinn), 1996, Nr.1, pp. 65-91.
59. ↑  Běťáková, Marta Eva; Blažek, Václav. Encyklopedie baltské mytologie. Praha: Libri. 2012. pp. 34-35. ISBN 978-80-7277-505-7.
60. ↑  Gimbutienė, Marija (1985). Baltai priešistoriniais laikais: etnogenezė, materialinė kultūra ir mitologija. Vilnius: Mokslas. p. 165.
61. ↑  Gieysztor, Aleksander. (2006). 《Mitologia Słowian》. Modzelewski, Karol, 1937-2019., Słupecki, Leszek Paweł, 1956-, Pieniądz-Skrzypczak, Aneta. Wyd. 3., zm., rozszerz판. Warszawa: Wydawn. Uniwersytetu Warszawskiego. ISBN 83-235-0234-X. OCLC 212627528.
62. ↑  Avilin, Tsimafei (2008년 12월 20일). 《Astronyms in Belarussian folk beliefs》. 《Archaeologia Baltica》 10. 29–34쪽.
63. ↑  Banaszkiewicz 1996, 81쪽.
64. ↑  Wójcicki, Kazimierz Władysław. Klechdy: starożytne podania i powieści ludu polskiego i Rusi. Tom I. w Warszawie: w Drukarni Piotra Baryckiego. 1837. pp. 167-173 and 203-204.
65. ↑  Niedzielski, Grzegorz. (2011). 《Królowie z gwiazd : mitologia plemion prapolskich》. Sandomierz: Wydawnictwo Armoryka. 108–109쪽. ISBN 978-83-62661-17-6. OCLC 802060512.
66. ↑  Mallory & Adams 1997, 164–165쪽.
67. ↑  The New Comparative Mythology: An Anthropological Assessment of the Theories of Georges Dumézil - Revised Edition. C. Scott Littleton. University of California Press. 1973. p. 209.
68. ↑  Stealing Helen: The Myth of the Abducted Wife in Comparative Perspective. Lowell Edmunds. Princeton University Press. 2016. p. 77
69. ↑  Hindu World: An Encyclopedic Survey of Hinduism. Volume II M-Z. Benjamin Walker. Routledge. 2019. Entry: "Pandava"
70. ↑  Davar, Firoze Cowasji. Iran And India Through The Ages. Bombay, Calcutta, New Delhi, Madras: Asia Publishing House. 1962. pp. 13-14.
71. ↑  Pott, August Friedrich. Etymologische Forschungen auf dem Gebiete der Indo-Germanischen Sprachen. Zwiter Theil. 1836. p. 211.
72. ↑  Walker, Benjamin. Hindu World: An Encyclopedic Survey of Hinduism In Two Volumes. Volume I: A-L. London and New York: Routledge. 2019. p. 72. ISBN 978-0-367-14300-8
73. ↑  Shalian, Artin K. David of Sassoun : the Armenian folk epic in four cycles. Athens: Ohio University Press, 1964. p. xxvi.
74. ↑  Petrosyan, Armen (2002). 《The Indo‑european and Ancient Near Eastern Sources of the Armenian Epic》. Washington, D.C.: Institute for the Study of Man. ISBN 9780941694810.
75. ↑  Anderson, Earl R. with Mark Host. "Genetic and Diffusional Themes in the Armenian Sasna Crer: The Sanasar Cycle". In: Journal of the Society for Armenian Studies Vol. 14 (2005): 11-18.
76. ↑  Petrosyan, Armen (2017). 《Armeno-Indian Epic Parallels》. 《The Journal of Indo-European Studies》 45. 172–186쪽. ProQuest 1947773418. |id=에 templatestyles stripmarker가 있음(위치 1) (도움말)
77. ↑  Petrosyan, Armen (2012). 《First Capitals of Armenia and Georgia: Armawir and Armazi (Problems of Early Ethnic Associations)》. 《The Journal of Indo-European Studies》 40. 269–270쪽. ProQuest 1448190890. |id=에 templatestyles stripmarker가 있음(위치 1) (도움말)
78. ↑  Haroutyunian, Sargis (1997). 《Armenian Epic Tradition and Kurdish Folklore》. 《Iran & the Caucasus》 1. 85–92쪽. doi:10.1163/157338497X00049. JSTOR 4030741.
79. ↑  Çabej 1968, 286쪽.
80. ↑  Juka 1984, 64쪽.
81. ↑  Neziri 2008, 80–82쪽.
82. ↑  Mallory & Adams 1997, 165쪽.
83. ↑  Buck, Robert J. A History of Boeotia. the University of Alberta Press. 1979. p. 57. ISBN 9780888640512
84. ↑  Shapiro 1982.
85. ↑  Reisman, Edward S. (April 1978). 《The Cult of Boris and Gleb: Remnant of a Varangian Tradition?》. 《Russian Review》 37. 141–157쪽. doi:10.2307/128465. JSTOR 128465.
86. ↑  Marinas, Enrique Santos. "Communicating an Indo-European Myth to the Christian Kievan Rus’: Boris and Gleb as the Divine Twins". In: The Indo-European legacy in language and culture. Selected issue, scientific editors A. Dudziak, A. Zlobin, M. Payunena. Wydawnictwo UWM, Olsztyn. 2019. pp. 23-36. ISBN 978-83-8100-209-7.
87. ↑  "Appendix F". In: Cook, Arthur Bernard. Zeus, A Study In Ancient Religion. Cambridge University Press. 1925. Vol. II: Zeus, God of the Dark Sky (Thunder and Lightning). Part II: Appendixes and Index. pp. 1003–1019.
88. ↑  de Gubernatis, Angelo. Zoological mythology; or, The legends of animals. London: Trübner & Co. 1872. p. 412.
89. ↑  Jones, W. Henry; Kropf, Lajos. The Folk-Tales of the Magyars. London: Published for the Folk-lore society by Elliot Stock. 1889. Notes on Folk-tale nr. 11. pp. 338.
90. ↑  Tumėnas, Vytautas. ""Žirgelių" ornamento semantinis laukas" [Semantic field of „žirgeliai“
(gable decoration resembling horse’s head)]. In: Liaudies kultūra, 1997, Nr. 2 (53). pp. 22–35.
91. ↑  Hamacher, Duane W. “The Sumerians and Gemini: Sumerian Astronomical Interpretations as Origins of the Divine Horse Twins and Solar Chariots in Indo-European Mythology (Unpublished manuscript)” (PDF). 7쪽. 2011년 5월 14일에 원본 문서 (PDF)에서 보존된 문서.
92. ↑  Straižys, Vytautas; Klimka, Libertas (February 1997). 《The Cosmology of the Ancient Balts》. 《Journal for the History of Astronomy》 28. S57–S81쪽. Bibcode:1997JHAS...28...57S. doi:10.1177/002182869702802207. S2CID 117470993.
93. ↑  Dundulienė, Pranė (1991). 《Lietuvių etnologija》 (리투아니아어). Mokslas. 50쪽. ISBN 5-420-00713-4.
94. ↑  Musteikis, Egidijus (2003년 6월 9일). “Arklys tradicijose” (리투아니아어). Horse Museum – Branch of A. Baranauskas and A. Vienuolis-Žukauskas Memorial Museum. 2011년 5월 18일에 원본 문서에서 보존된 문서. 2010년 1월 7일에 확인함.
95. ↑  Evenden, William L. Deutsche Feuerversicherungs-Schilder [German Fire Marks]. VVW Karlsruhe. 1989. p. 63. ISBN 3-88487-190-0
96. ↑  Simek, Rudolf (2007). Dictionary of Northern Mythology. Translated by Angela Hall. D.S. Brewer. p. 139. ISBN 978-0-85991-513-7

## 참고 자료
- Andrén, Anders (2020). 〈Divine Twins〉.   Schjødt, Jens Peter; Lindow, John; Andrén, Anders. 《The Pre-Christian Religions of the North: History and Structures》 3. Brepols. 1453–1463쪽. ISBN 978-2-503-57489-9.
- Banaszkiewicz, Jacek (1996). 〈Pan Rugii - Rugiewit i jego towarzysze z Gardźca: Porewit i Porenut (Saxo Gramatyk, Gesta Danorum XIV, 39,38-41)〉.   Kurnatowska, Zofia. 《Słowiańszczyzna w Europie średniowiecznej》 1. Wrocław: WERK. 75–82쪽. ISBN 83-901964-7-6.
- Beekes, Robert S. P. (2011). 《Comparative Indo-European Linguistics: An Introduction》. John Benjamins Publishing. ISBN 978-9027211859.
- Çabej, Eqrem (1968). 〈Gestalten des albanischen Volksglaubens〉.   Manfred Mayrhofer. 《Studien zur Sprachwissenschaft und Kulturkunde: Gedenkschrift für Wilhelm Brandenstein 1898-1967》. Innsbrucker Beiträge zur Kulturwissenschaft 14. Auslieferung: Institut für Vergleichende Sprachwissenschaft der Leopold-Franzens-Universität Innsbruck. ISSN 0537-7250.
- Hamacher, Duane W. “The Sumerians and Gemini: Sumerian Astronomical Interpretations as Origins of the Divine Horse Twins and Solar Chariots in Indo-European Mythology (Unpublished manuscript)” (PDF). 7쪽. 2011년 5월 14일에 원본 문서 (PDF)에서 보존된 문서.
- Jackson, Peter (2002). 《Light from Distant Asterisks. Towards a Description of the Indo-European Religious Heritage》. 《Numen》 49. 61–102쪽. doi:10.1163/15685270252772777. JSTOR 3270472.
- Juka, S. S. (1984), 《Kosova: The Albanians in Yugoslavia in Light of Historical Documents: An Essay》, Waldon Press, ISBN 9780961360108
- Mallory, James P.; Adams, Douglas Q. (1997), 《Encyclopedia of Indo-European Culture》, London: Routledge, ISBN 978-1-884964-98-5
- Mallory, James P.; Adams, Douglas Q. (2006), 《The Oxford Introduction to Proto-Indo-European and the Proto-Indo-European World》, Oxford, England: Oxford University Press, ISBN 978-0-19-929668-2
- Neziri, Zymer U. (2008).  Institute of Albanology of Prishtina, 편집. 《Studime për folklorin: Epika gojore dhe etnokultura》 [The Study of Folklore: The Oral Epic and Ethnoculture] II. Grafobeni.
- O'Brien, Steven (1982). 《Dioscuric elements in Celtic and Germanic mythology》. 《Journal of Indo-European Studies》 10. 117–136쪽.
- Parpola, Asko (2015). 《The Roots of Hinduism: The Early Aryans and the Indus Civilization》 (영어). Oxford University Press. 109쪽. ISBN 9780190226923.
- Shapiro, Michael (1982). 《Neglected evidence of Dioscurism (divine twinning) in the Old Slavic pantheon》. 《Journal of Indo-European Studies》 10. 137–166쪽.
- Simek, Rudolf (1993). 《Dictionary of Northern Mythology》. D.S. Brewer. ISBN 978-0-85991-513-7.
- West, Morris L. (2007). 《Indo-European Poetry and Myth》. Oxford University Press. ISBN 978-0199280759.

## 추가 자료
일반 연구:
- Alberro, Manuel (2004년 10월 13일). 《Las tres funciones dumezilianas y el mito de los mellizos divinos de la tradición indoeuropea en el》. 《En la España Medieval》 27. 317–337쪽.
- Bianchi, U. "I Dioscuri: una versione della coppia divina". In: Il senso del culto dei Dioscuri in Italia. Atti del Convegno svoltosi a Taranto nell'aprile del 1979. pp. 23–40. 1979
- Blakely, Sandra (December 2018). 《Starry Twins and Mystery Rites: From Samothrace to Mithras》 (PDF). 《Acta Antiqua Academiae Scientiarum Hungaricae》 58. 427–463쪽. doi:10.1556/068.2018.58.1-4.26. S2CID 203298715. 2021년 7월 15일에 원본 문서 (PDF)에서 보존된 문서. 2022년 4월 3일에 확인함.
- Grottanelli, C. (1986). 《Yoked Horses, Twins, and the Powerful Lady: India, Greece, Ireland and Elsewhere》. 《Journal of Indo-European Studies》 14. 125–152쪽..
- Hankoff, Leon D. (May 1977). 《Why the healing gods are twins》. 《The Yale Journal of Biology and Medicine》 50. 307–319쪽. PMC 2595421. PMID 560764.
- Kristiansen, Kristian (2011). 〈Bridging India and Scandinavia: Institutional Transmission and Elite Conquest during the Bronze Age〉. 《Interweaving Worlds: Systemic Interactions in Eurasia, 7th to the 1st Millennia BC》. Oxbow Books. 243–265쪽. doi:10.2307/j.ctvh1dr2k.23. ISBN 978-1-84217-998-7. JSTOR j.ctvh1dr2k.23.
- Sergent, B. (1992). 《De quelques jumeaux indo-européens" Topique》. 《Revue freudienne》 22. 205–238쪽.
- Sternberg, Leo (1929). 《Der antike Zwillingskult im Lichte der Ethnologie》. 《Zeitschrift für Ethnologie》 61. 152–200쪽. JSTOR 23032863.
- Waddell, John (2018). 〈The Otherworld〉. 《Myth and Materiality》 4. Oxbow Books. 80–105쪽. ISBN 978-1-78570-975-3. JSTOR j.ctvh1dtnp.10.
- Walker, Henry John. The Twin Horse Gods: The Dioskouroi in Mythologies of the Ancient World. London: I.B. Tauris, 2015, 271 pp.
- Walker, Henry John (2007). 《THE GREEK AŚVINS》. 《Annals of the Bhandarkar Oriental Research Institute》 88. 99–118쪽. JSTOR 41692087.
- Ward, D.J. "The Separate Functions of the Indo-European Divine Twins". in: Puhvel, J. (ed.). Myth and Law Among the Indo-Europeans. Studies in Indo-European Comparative Mythology. Berkeley – Los Angeles – London. 1970. pp. 193–202.
- Ward, Donald J. "An Indo-European Mythological Theme in Germanic Tradition". In: Indo-European and Indo-Europeans: Papers Presented at the Third Indo-European Conference at the University of Pennsylvania. Edited by George Cardona, Henry M. Hoenigswald and Alfred Senn. Philadelphia: University of Pennsylvania Press, 2016 [1971]. pp. 405–420. https://doi.org/10.9783/9781512801200-021
- Wenzel, Marian (September 1967). 《The Dioscuri in the Balkans》. 《Slavic Review》 26. 363–381쪽. doi:10.2307/2492722. JSTOR 2492722. S2CID 163562603.

인도-이란:
- Chakravarty, Uma (1989). 《THE AŚVINS: AN INCARNATION OF THE UNIVERSAL TWINSHIP MOTIF》. 《Annals of the Bhandarkar Oriental Research Institute》 70. 137–143쪽. JSTOR 41693465. Accessed 7 Jan. 2023.
- Davidson, Olga M. (1987). 《Aspects of Dioscurism in Iranian kingship: The case of Lohrasp and Goshtasp in the Shāhnāme of Ferdowsi》. 《Edebiyāt》 1. 103–115쪽.
- Nikolaev, Alexander (2012). 《Avestan Haēcat̰.aspa-, Rigveda 4.43, and the Myth of the Divine Twins》. 《Journal of the American Oriental Society》 132. 567–575쪽. doi:10.7817/jameroriesoci.132.4.0567. JSTOR 10.7817/jameroriesoci.132.4.0567.
- Parpola, Asko (2005). 《The Nasatyas, the chariot and Proto-Aryan religion》. 《Indo Shisoshi Kenkyu》. 2004-2005. 1–63쪽. CiteSeerX 10.1.1.567.2086.
- Gotō, Toshifumi (2006). 〈Aśvin- and Nāsatya- in the Ṛgveda and their prehistoric background〉.   Toshiki Osada. 《Proceedings of the Pre-symposium of RIHN and 7th ESCA Harvard-Kyoto Roundtable》 (PDF). 253–283쪽.
- Wikander, S. (1957). 《Nakula et Sahadeva》 (PDF). 《Orientalia Suecana》 6. 66–96쪽.

켈트:
- Danka, Ignacy Ryszard; Witczak, Krzysztof Tomasz (2010). 《DEIS EQUEUNUBO: The Divine Twins in Asturia》. 《Studia Celto-Slavica》 4. 17–26쪽. doi:10.54586/ZLYB6908.
- Goetinck, Glenys, "The divine twins and mediaeval Welsh literature", in: Hily, Gaël, Patrice Lajoye, and Joël Hascoët (eds.), Deuogdonion: mélanges offerts en l'honneur du professeur Claude Sterckx, Publication du CRBC Rennes 2, Rennes: Tir, 2010. 259–276.
- Kruta, Venceslas (2016). 《"Têtes jumelées" et jumeaux divins : essai d'iconographie celtique》. 《Études Celtiques》 42. 33–57쪽. doi:10.3406/ecelt.2016.2468.
- York, M. (1995). 《The Divine Twins in the Celtic Pantheon》. 《Journal of Indo-European Studies》 23. 83–112쪽.

발트-슬라브:
- Abrola, Natalija. "Old Indian Aśvinī, Uṣás, and Latvian Dieva dēli: Potential parallels". The 13th Annual International Conference on Comparative Mythology of the International Association for Comparative Mythology - Mythology of Metamorphoses: Comparative & Theoretical Perspectives. June 10–14, 2019, Estonian Literary Museum, Tartu, Estonia. p. 16. (conference paper abstract).
- Derksen, Rick (2015). 《Etymological Dictionary of the Baltic Inherited Lexicon》 (영어). Brill. ISBN 978-90-04-27898-1.
- Назаров, Назарий А. (2017년 7월 3일). 《Следы индоевропейского близнечного мифа в формулах балто-славянских песен》. 《Scando-Slavica》 63. 151–178쪽. doi:10.1080/00806765.2017.1390923. S2CID 149237704.

그리스:
- Frame, Douglas (2007). “Hippota Nestor”. Greek Mythology and Poetics. Harvard University. 2020년 5월 1일에 원본 문서에서 보존된 문서. 2017년 9월 13일에 확인함.
- Frame, Douglas. “Achilles and Patroclus as Indo-European Twins: Homer's Take”. Greek Mythology and Poetics. Harvard University. 2020년 5월 1일에 원본 문서에서 보존된 문서. 2017년 9월 13일에 확인함.
- Frauenfelder, D.W. The Spartan Dioscuri: Their origins and development in the Hellenic world. University of North Carolina. 1991.
- Nagy, Gregory. “Achilles and Patroklos as models for the twinning of identity”. Greek Mythology and Poetics. Harvard University. 2020년 5월 1일에 원본 문서에서 보존된 문서. 2017년 9월 13일에 확인함.
- Nagy, Gregory (1990). “Patroklos "Concepts of afterlife, and the Indic triple fire" and "Phaethon, Sappho's Phaon, and the White Rock of Leukas: 'Reading' the symbols of Greek lyric"”. Greek Mythology and Poetics. Harvard University. 2020년 5월 1일에 원본 문서에서 보존된 문서. 2017년 9월 13일에 확인함.

게르만:
- Niedner, Felix (1898). 《Die Dioskuren im Beowulf》. 《Zeitschrift für deutsches Altertum und deutsche Literatur》 42. 229–258쪽. JSTOR 20651615.
- Ward, Donald (1968). 《The Divine Twins: An Indo-European myth in Germanic tradition》. University of California Press.